# Robert Ier de Meaux
Pour les articles homonymes, voir Robert Ier.
Robert Ier de Vermandois, né avant 930, mort après le 29 août 966, est comte de Meaux de 946 à sa mort et comte de Troyes de 956 à sa mort. 

## Biographie

### Famille
Il est le fils d'Herbert II, comte de Vermandois, et d'Adèle de France, fille du roi de Francie Occidentale Robert Ier.
Il épouse peu avant 950 Adélaïde, dite Werra, fille de Gilbert de Chalon, comte principal des Bourguignons, de Châlon, de Beaune, d'Autun, de Troyes et de Dijon, et d'Ermengarde. Le couple a comme enfants :
- Herbert le Jeune (v. 950 mort en 995 ou 996), comte de Meaux et de Troyes ;
- Adèle (v. 950 morte en 974), mariée vers 965 avec Geoffroy Ier Grisegonelle (mort en 987), comte d'Anjou ;
- D'après Christian Settipani[2], Une autre fille qui épouse vers 970 Charles, duc de Basse-Lotharingie.

Adèle a longtemps été considérée comme la sœur de Robert, mais les éléments qui aboutissaient à cette conclusion se sont révélés insuffisants. L'historien Karl Ferdinand Werner a montré qu'Adèle était plutôt la fille de Robert.

### Carrière politique
Cité dès 940, il n'obtient le comté de Meaux qu'au moment du partage des terres de son père, en 946, c’est-à-dire trois ans après sa mort. Par mariage il reçoit le comté de Troyes, l'union de ces deux comtés étant à l'origine du comté de Champagne. 
En 959, il chasse l'évêque Ansegisel de Troyes puis s'empara de la ville fortifiée de Dijon, mais il est attaqué en 960 par les rois Lothaire de France et Otton de Germanie et doit se soumettre.